# Ekonomický tygr
Ekonomický tygr je označení používané pro státy s dlouhodobě nadprůměrným ekonomickým růstem, který je obvykle doprovázen zvýšením životní úrovně. Tento termín byl prvně použit pro Jižní Koreu, Singapur, Hongkong a Tchaj-wan (Asijští tygři). Později i pro Malajsii a Thajsko. 
V současnosti (počátek 20. let 21. století) jsou za ekonomické tygry považovány Irsko, baltské státy, Slovinsko, Čína, Indie, Chile, provincie Alberta v Kanadě.
Zpětně by tak mohly být označeny Japonsko, Německo, Španělsko, Řecko či další státy, které zažily prudký ekonomický růst v poválečné éře (od 50. let 20. století).
Období, ve kterém ekonomický tygr nadprůměrného růstu dosahuje, je pak často nazýváno ekonomický zázrak (také hospodářský zázrak viz hospodářský růst, například japonský ekonomický zázrak, řecký ekonomický zázrak apod.).